# Obrazów (gmina)
Obrazów – gmina wiejska w województwie świętokrzyskim, w powiecie sandomierskim. W latach 1975–1998 gmina położona była w województwie tarnobrzeskim.
Siedziba gminy to Obrazów.
Według danych z 31 grudnia 2010 gminę zamieszkiwało 6615 osób. Natomiast według danych z 31 grudnia 2019 roku gminę zamieszkiwało 6375 osób.

## Struktura powierzchni
Według danych z roku 2002 gmina Obrazów ma obszar 71,86 km², w tym:
- użytki rolne: 91%
- użytki leśne: 3%

Gmina stanowi 10,63% powierzchni powiatu.

## Demografia

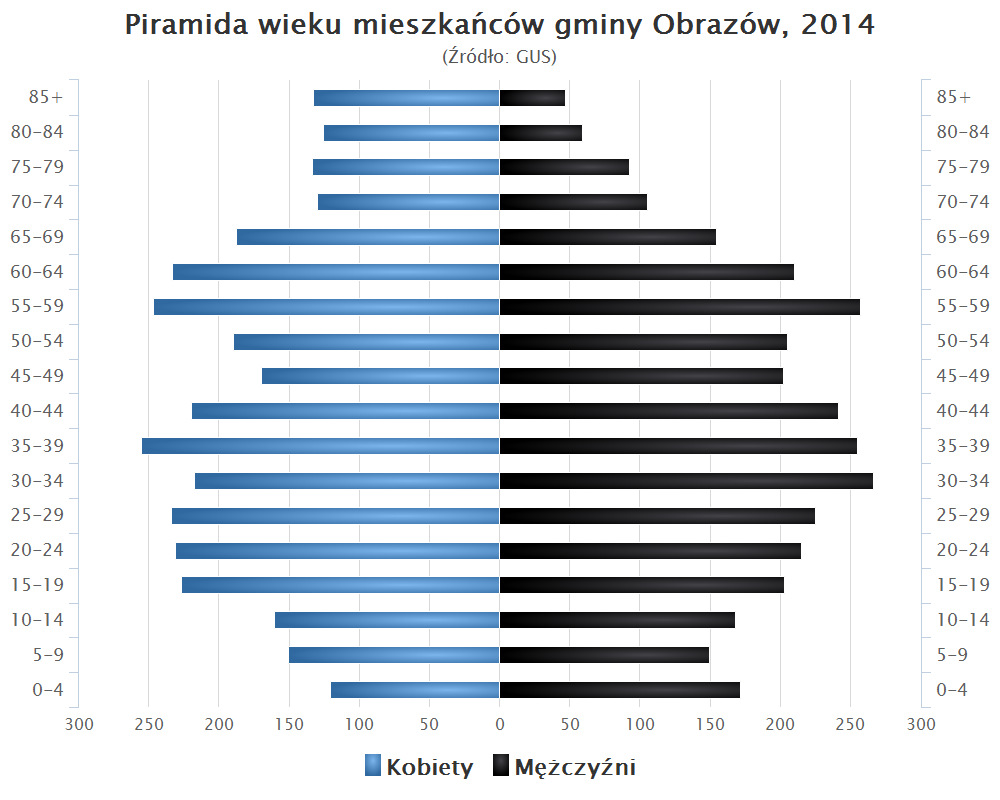
Piramida wieku mieszkańców gminy Obrazów w 2014 roku

Liczba ludności (dane z 31 grudnia 2010):
|        | Ogółem | Ogółem | Kobiety | Kobiety | Mężczyźni | Mężczyźni |
| osób   | %      | osób   | %       | osób    | %         |           |
| ------ | ------ | ------ | ------- | ------- | --------- | --------- |
| Ogółem | 6615   | 100    | 3372    | 50,98   | 3243      | 49,02     |
| Miasto | 0      | 0      | 0       | 0       | 0         | 0         |
| Wieś   | 6615   | 100    | 3372    | 50,98   | 3243      | 49,02     |

▶Wieś vs ▶miasto
Ogółem (▶k, ▶m)
Wieś (▶k, ▶m)

## Budżet
Rysunek 1.1 Dochody ogółem w Gminie Obrazów w latach 1995-2010 (w zł)
| WYSZCZEGÓLNIENIE               | J. m. | ROK         | ROK         | ROK         | ROK         | ROK         | ROK         | ROK         | ROK         | ROK         | ROK         | ROK          | ROK           | ROK           | ROK           | ROK           | ROK           |
| WYSZCZEGÓLNIENIE               | J. m. | 1995        | 1996        | 1997        | 1998        | 1999        | 2000        | 2001        | 2002        | 2003        | 2004        | 2005         | 2006          | 2007          | 2008          | 2009          | 2010          |
| ------------------------------ | ----- | ----------- | ----------- | ----------- | ----------- | ----------- | ----------- | ----------- | ----------- | ----------- | ----------- | ------------ | ------------- | ------------- | ------------- | ------------- | ------------- |
| Dochody ogółem                 | zł    | 1 917 117,- | 4 207 451,- | 4 870 382,- | 5 226 692,- | 6 432 484,- | 6 777 212,- | 7 546 695,- | 8 424 523,- | 8 657 403,- | 9 342 999,- | 11 694 255,- | 12 054 946,78 | 12 813 714,67 | 14 975 523,97 | 16 995 643,81 | 17 057 571,07 |
| ZNAK                           | ±     | -           | +           | +           | -           | -           | +           | +           | +           | +           | +           | -            | +             | +             | -             | +             | -             |
| Nadwyżka/deficyt budżetowa(-y) | zł    | 119 220,-   | 150 835,-   | 347 639,-   | 94 590,-    | 583 440,-   | 184 340,-   | 34 996,-    | 673 493,-   | 229 191,-   | 205 711,-   | 514 045,-    | 307 960,44    | 106 478,78    | 2 050 039,55  | 18 305,80     | 102 307,62    |
| ZNAK                           | Σ     | =           | =           | =           | =           | =           | =           | =           | =           | =           | =           | =            | =             | =             | =             | =             | =             |
| Wydatki ogółem                 | zł    | 1 797 897,- | 4 358 286,- | 5 218 021,- | 5 132 102,- | 5 849 044,- | 6 961 552,- | 7 581 691,- | 9 098 016,- | 8 886 594,- | 9 548 710,- | 11 180 210,- | 12 362 907,22 | 12 920 193,45 | 12 925 484,42 | 17 013 949,61 | 16 955 263,45 |

 Rysunek 1.2 Wydatki ogółem w Gminie Obrazów w latach 1995-2010 (w zł)

Według danych z roku 2010 średni dochód na mieszkańca wynosił 2 578,62 zł (tj. – stan na 31 XII; przy 2 569,69 zł w zestawieniu na 30 VI); jednocześnie średnie wydatki na mieszkańca kształtowały się na poziomie 2 563,15 zł (tj. – stan na 31 XII; przy 2 554,27 zł w zestawieniu na 30 VI).

## Sołectwa
Bilcza, Chwałki, Dębiany, Głazów, Jugoszów, Kleczanów, Komorna, Lenarczyce, Malice, Obrazów, Piekary, Rożki, Sucharzów, Świątniki. Święcica, Wierzbiny, Węgrce Panieńskie, Zdanów, Żurawica

## Pozostałe miejscowości
Kolonia, Kolonia Piekary, Zdanów (osada), Zdanów-Kolonia.

## Sąsiednie gminy
Dwikozy, Klimontów, Lipnik, Samborzec, Sandomierz, Wilczyce